# Фергус мак Колмайн

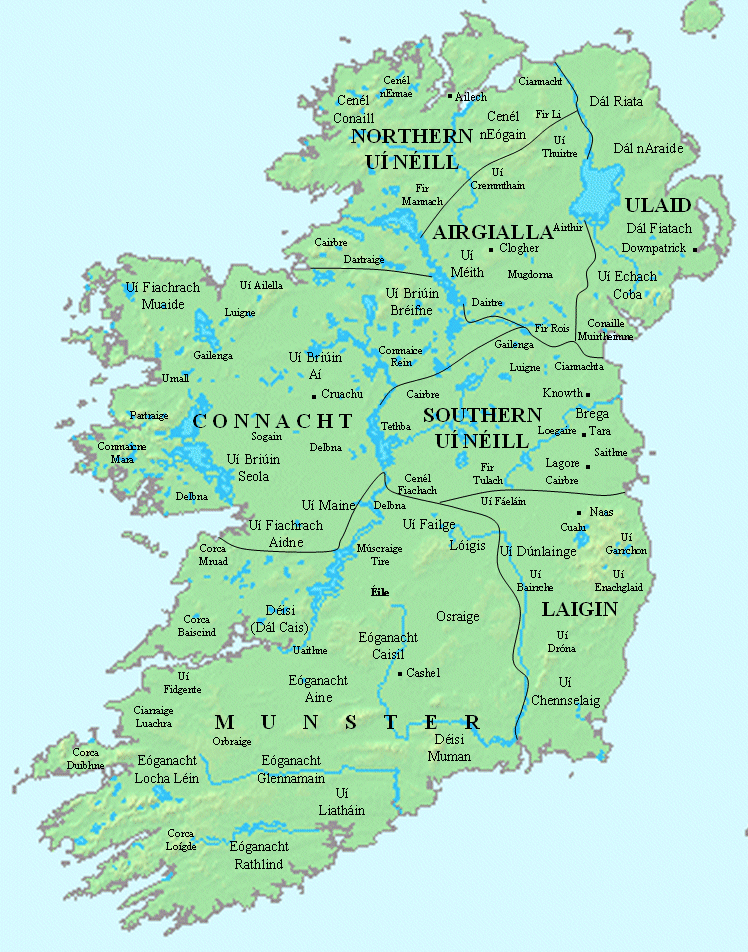
Ирландия в Раннее Средневековье

Фергус мак Колмайн (др.‑ирл. Fergus mac Colmáin; убит в 618) — король Миде (600—618) из рода Кланн Холмайн.

## Биография
Согласно средневековым ирландским генеалогиям, Фергус был одним из сыновей Колмана Старшего, погибшего в 555 или 558 году.
Фергус мак Колмайн унаследовал престол королевства Миде в 600 году после гибели своего брата Суибне мак Колмайна, убитого по приказу верховного короля Ирландии Аэда Слане. В трактате «Laud Synchronisms» Фергус ошибочно наделён только шестью годами правления, а в «Лейнстерской книге» — семью годами. Резиденция королей Миде находилась вблизи холма Уснех, в связи с чем в некоторых средневековых источниках (например, в «Лейнстерской книге») правители этого королевства упоминаются как короли Уснеха.
Гибель Суибне мак Колмайна положила начало долговременному конфликту между представителями родов Кланн Холмайн и Сил Аэдо Слане. Эта вражда продолжилась и в правление Фергуса мак Колмайна, однако в ирландских анналах ничего не сообщается о его личном участии в ней. В то же время известно о том, что в 604 году племянник Фергуса Коналл Гутбинн организовал убийство Аэда Слане. Местом гибели верховного короля называют окрестности Лох-Сандерлина (в современном графстве Уэстмит). Теми, кто нанёс Аэду Слане смертельные рана, были Аэд Густан, молочный брат Коналла, и Баэтгал Биле. Хотя анналы преподносят это убийство как акт мести, возможно, это событие было связано с борьбой за власть над Южными Уи Нейллами между членами Кланн Холмайн и Сил Аэдо Слане. Это предположение делается на основе сообщения анналов о гибели в день убийства верховного короля также и его союзников, короля лейнстерского подчинённого королевства Уи Файльги Аэда Рона мак Катайла и короля Тетбы Аэда Буиде. Хотя места гибели этих правителей называются разные — Аэд Рон был убит в Файтхе Мейк Меккнайне (вблизи Баллимора), а Аэд Буиде — в Бруиден-да-Коке —, ответственность за их смерть в средневековых источниках возлагается на тех же лиц, которые были повинны и в гибели Аэда Слане. Также Энгус мак Колмайн, двоюродный брат Фергуса, в 612 году разбил при Одбе войско сына Аэда Слане, короля Бреги Коналла Лаэг Брега, павшего на поле боя.
По предположению некоторых современных историков, Энгус, двоюродный брат Фергуса мак Колмайна, мог претендовать на титул верховного короля Ирландии, ставший в 615 году вакантным после гибели Маэл Кобо мак Аэдо. Однако уже вскоре он, вероятно, отказался от своих притязаний, став союзником победителя Маэл Кобо, правителя Айлеха Суибне Заики, который и был провозглашён новым верховным королём.
В 618 году Фергус мак Колмайн был убит Анфартахом Уа Мескайном из людей Муинтир Блайтин (около современного Куилне в графстве Лаут). Вероятно, это убийство было вызвано личной враждой между убийцей и его жертвой. После Фергуса престол Миде унаследовал его двоюродный брат Энгус мак Колмайн.